# DIYbio (організація)
DIYbio — це неофіційна парасолькова організація для окремих осіб і місцевих груп, які займаються біологією «DIYbio», що включає вебсайт і список електронної пошти. Вона слугує мережею людей з усього світу, які прагнуть допомогти зробити біологію корисною справою для громадянських вчених, біохакерів, біологів-любителів та біоінженерів, котрі цінують відкритість і безпеку. Її заснували Джейсон Боб і Маккензі Коуелл у 2008 році.
Вебсайт надає ресурси для тих, хто належить до спільноти DIYbio. Він підтримує каталог місцевих груп, який включає як групи для зустрічей, так і організації, які підтримують лабораторний простір для спільноти, а також щотижневий блог зі списком подій, які проводять ці організації. На вебсайті додатково розміщено інформацію про безпеку, включаючи етичні кодекси, розроблені спільнотою, і функцію «запит професіонала з біобезпеки», а також інструкції для виготовлення своїми руками кількох типів лабораторного обладнання.

## Спільнота
Поєднання біологічного досвіду, отриманого в результаті експериментів, розробки програмного забезпечення, контролю якості, обізнаності з принципами відкритого коду та досвіду безпеки, переданого з професійної роботи багатьох ентузіастів DIYbio, призвело до утворення унікальної субкультури серед цієї спільноти, у якій деякі учасники посилаються на себе як біопанків аналогічно до шифрпанків рубежу століть. Робота «Маніфест біопанку», виголошена Паттерсон на конференції Каліфорнійського університету в Лос-Анджелесі, викладає принципи руху біопанку, віддаючи належне попереднім роботам шифрпанка Еріка Гьюза.
Через те, що значна частка членів списку розсилки DIYbio відкрито підтримує і аутсорсинг синтезу ДНК, і секвенування, важко визначити, чи справді це визначення застосовне; загалом, два хобі неможливо розрізнити, і вони ділять спільноту. Обидва є формами громадянської науки. У міру розвитку DIYbio стали доступними інструменти та матеріали, включно з інструкціями щодо створення лабораторного обладнання та магазини DIYbio, як-от The ODIN, які пропонують недорогі матеріали.
Деякі учасники називають себе «біохакерами», не хакерами в сенсі проникнення в захищені місця та крадіжкою інформації, а хакерами в оригінальному сенсі розбирання речей і збирання їх знову разом новим, кращім способом. Біохакери часто переслідують ці інтереси поза межами своєї роботи, компаній чи інституційних лабораторій.

## Діяльність
Починаючи з 2009 року, ФБР залучило активних членів списку розсилки DIYbio Google Groups так само, як вони залучають наукові ради університетів і компаній. Діалог був зосереджений на питаннях безпеки та мав на меті прищепити почуття самоконтролю у онлайн-спільноті. Оскільки DIYbio та біохакінг відбуваються на міжнародному рівні, ФБР обмежене у своїх можливостях відстежувати та розслідувати всю діяльність. Однак у 2012 році ФБР провело конференцію DIYbio у Волнат-Крік, штат Каліфорнія, і заплатило за те, аби привезти біохакерів з усього світу, щоб спробувати налагодити зв'язок із спільнотою DIYbio.
DIYbio був представлений на Newcastle Maker Faire в березні 2010 року, де були продемонстровані експерименти з виділення ДНК і проєкти, пов'язані з виділенням люмінесцентних бактерій. «Dremelfuge», центрифуга з відкритим вихідним кодом, надрукована на 3D-принтері з двигуном Dremel, була представлена як приклад того, як біотехнології можна зробити більш доступними. Презентація про потенціал DIYbio та синтетичної біології зібрала значну кількість відвідувачів.
Внутрішні обговорення та запропоновані проєкти для учасників DIYbio часто включають обговорення пом'якшення ризиків і громадського сприйняття. Часто обговорюваною темою є пошук зручного та безпечного «модельного організму» для DIYbio, який би викликав менше підозр, ніж E.coli. Пропозиції включають Janthinobacterium lividum, Bacillus subtilis, Acetobacteria або Gluconacetobacter spp. , і пекарські дріжджі. Список потенційних біобезпечних організмів склав Національний центр біотехнологічної освіти.